# Tish Ambrose
Pour les articles homonymes, voir Ambrose.
Tish Ambrose est une actrice pornographique américaine née le 21 janvier 1955 au Texas

## Récompenses et nominations
- 1984 : XRCO Award Meilleure actrice (Best Actress) pour Every Woman has a Fantasy
- 1988 : AVN Award Meilleur second rôle féminin (Best Supporting Actress – Film) pour Firestorm II[5]

## Filmographie sélective
- 1981 : Cosmopolitan Girls
- 1982 : Erotic World of Angel Cash
- 1983 : Private Schoolgirls
- 1984 : Urges in Young Girls
- 1985 : Voyeur
- 1986 : Anal Angels
- 1987 : Firestorm 2
- 1988 : Fatal Erection
- 1989 : Girls Who Love Girls 6
- 1990 : Best of Ron Jeremy
- 1992 : Only the Best of Anal
- 1993 : Moon Rivers